# 堀絢子
堀絢子（日语：／ Hori Junko，1935年2月2日—2024年11月18日），日本女性配音員、舞台演員。Production Baobab最終所屬。青山學院大學文學部英文科畢業。身高145cm。A型血。日文讀音大多誤讀成「 」，正確讀法是。

## 經歷
1942年2月2日，堀絢子出生於滿州國奉天市（今中國瀋陽市）。父親從事醫生，在山口縣下關市自行開診所。1945年6月，父親被徵招去位於廣島市的第5師團擔任軍醫，卻不幸在廣島市原子彈爆炸中喪生。母親是廣島人。戰後，堀絢子與母親2人一起被送回三次市，但母親40歲在到達之後去世。而堀絢子本身對父親的沒有任何印象，但在成長期間時常聽了母親一面流涙一面談父親的事之後，有了「既然存活下來了，我必須做些什麼吧」的想法與感受。
少女時期，堀絢子因為對高橋和枝在電台節目演戲時，能分明各種角色的演技產生憧憬。於是在母親的反對下，瞞著母親加入兒童劇團。並開始用打工賺來的薪資自費演員學習的必要費用。對於大學升學母親希望她選讀讀醫藥學系，她卻選了自己不擅長的理工系，這也讓她自己保留了一筆將來想就讀青山學院大學文學部的學雜費。
劇團文學座所屬時期，堀絢子以舞台演員身分開始參加公演，在那裡她出演過「濁江」（樋口一葉著作、水木洋子改編）、「沈氏日本夫人」（飯澤匡著作）、（有吉佐和子著作），結果從當時文學座的前輩、具有魅力的女演員杉村春子得到讚賞。
根據堀絢子的第一份配音工作，是為東京電台（今TBS廣播）「劇場」進行朗讀。在那之後，她說身為一個「有用的演員」應該是「含情脈脈的愛戴」，因此毫不懷疑地接受了海外電影的日語配音和廣告歌曲的演唱。
堀絢子在她自己配音過的角色中，說《嚕嚕米》的小不點是「很有自己明確的主張、活潑可愛、至今仍還是很討喜」的角色。
1971年播映的《新Q太郎》（從TBS電視網搬到日本電視網）主角Q太音原定繼續請曾我町子擔任配音，但是曾我因為自身工作行程相當忙碌，經過討論結果決定由堀絢子接任。
由於堀絢子掛念著在原爆喪生的父親，因此她將山本真理子原著的兒童文學《在廣島的媽媽》（岩崎書店出版），以『小朝』之名（一人芝居、堀絢子一人扮演五個角色）改編成舞台劇，並從1989年起公演至今。由於這部兒童文學描述以被核爆炸死的少女「小朝」為主人翁的反戰劇，還有「反戰」與「半千」的日文發音相同。因此為了完成500次公演的目標，2015年為止她一直留著一頂河童頭。
2017年，獲得第11屆聲優Award功勞獎
2024年11月18日因年老去世。她原定於同月22日在兩國X劇院進行朗誦會，據報道她在沙發上看劇本時去世。享壽89歲。

## 人物
堀絢子在電視節目《快進擊TV！歌唱衛門》、《笑一笑又何妨！》、《INsideOUT》及舞台劇《小朝》相關（廣島地區電視台的報導取材）等等以演員身分活動之外的通告都以「會破壞角色的形象」等等這些理由一律不出席。此外在《INsideOUT》節目中因為進行戰爭特集的報導，她以主角小朝穿著水手服的姿態登場。
而在《大膽MAP》節目第一次和她進行交涉時，得到的結果是拒絕上電視，只有提供公開照片。不過節目單位後來仍以第1位最想見面的配音員為主題，請了搞笑組合小崇小敏和她進行第二次交涉，結果在小崇叩頭的堅持請求之下，她才答應決定上電視露臉。並在節目中三人一起獻唱《忍者哈特利》的主題歌。雖然，堀絢子在這齣綜藝節目被認定是第一次上電視，事實上稍早她已經在《小朝》相關的取材專訪、及《笑一笑又何妨！》中以特別來賓身分登台。而且在《笑一笑又何妨！》節目中曾經展露哈特利的聲音。之後在2011年11月12日播出的《拜託了！排行榜》登台露臉時，又再次表演《忍者哈特利》哈特利甘藏和《嚕嚕米》小不點的聲音。
擅長方言：廣島方言。興趣：散步、騎自行車。特長：三味線、歌唱、彈琴、茶道（裏）、華道。

## 家族
外公奧平英雄是東京國立博物館技官、共立女子大學教授、日本美術史家。叔叔奧平弘和是小提琴老師、日本弦樂指導者協會理事廣島支部長，表哥村重寧是東京國立博物館技官、早稻田大學教授、日本美術史家。

## 演出
粗體字表示主要角色。

### 電視動畫
1966年
- 彩虹戰隊羅賓（プレーボ）
- 小松君 (1966年版)
- 原子小金剛 (1963年版)（日语：鉄腕アトム (アニメ第1作)）

1967年
- 黃金蝙蝠（突變體）
- 小超人帕門 (1967年版)（三重春三）
- 馬赫GoGoGo（三船栗雄／栗雄坊）
- 緞帶騎士（小不點）

1968年
- 怪物小王子 (1968年版)（キザオ、貝姆〈初代〉、雪小僧）
- 巨人之星（星飛雄馬〈幼年時期〉、左門三郎）
- 人造人009 (1968年版)（邪惡人偶）
- 佐武與市捕物控（日语：佐武と市捕物控）（千松）
- 淘氣偵探團（日语：わんぱく探偵団）（[13]）

1969年
- 忍風KAMUI外傳（日语：カムイ外伝#テレビアニメ）
- 甜蜜小天使 (1969年版)（〈初代〉、〈第2代〉）
- 嚕嚕米 (第1作)（小不點（英语：Little My））
- 夠了！阿太郎 (1969年版)（日语：もーれつア太郎）（多多子、勘吉）

1970年
- （藤村球三）

1971年
- 新小鬼Q太郎（Q太郎）
- 河馬與嘟嘟（日语：カバトット）（嘟嘟〈第2代〉）
- 天才傻鵬（日语：天才バカボン (アニメ)）（冒牌兒子、男孩子、廣志、僧侶）
- 神化嬌嬌女（〈初代〉）

1972年
- 嚕嚕米 (第2作)（小不點）

1973年
- 極真派空手道（日语：空手バカ一代）（滿）
- 根性青蛙（吉澤周作）
- 哆啦A夢 (日本電視台版)（嘎子（日语：ガチャ子））
- 小酋長小黑（唐、嘉克〈初代〉）

1974年
- 昆蟲物語 新孤兒哈奇（日语：昆虫物語 みなしごハッチ）

1975年
- 天方夜譚（塔巴莎[14]）
- 頑皮鼠歷險記（日语：ガンバの冒険）

1976年
- 保羅歷險記（小九官鳥）
- 妖怪傳 貓目小僧（貓目小僧）
- 小露露與她的朋友（日语：リトル・ルルとちっちゃい仲間）（安妮）

1977年
- 超電磁機器人 孔巴德拉V（龍子）

1978年
- 女王陛下的小天使小偵探（日语：女王陛下のプティアンジェ）（錢德拉）
- 粉紅女郎物語（日语：ピンクレディー物語 栄光の天使たち）（惠（日语：増田恵子））
- 魯邦三世 (TV第2系列)（日语：ルパン三世 (TV第2シリーズ)）（辯天菊子）

1979年
- 清秀佳人（裘西·派伊）

1980年
- 明日之丈2（木野子）

1981年
- 怪物小王子 (1980年版)（格林婆婆）
- 原子小金剛 (1980年版)（皮諾可）
- 忍者哈特利（哈特利甘藏）

1982年
- 電子神童（石野とんがらし）
- 太陽之子（塔歐[15]）
- 我是妙殿下！（日语：パタリロ!）（ 等）

1983年
- 新·根性青蛙（五郎）
- 超時空鬥士萬年Prime Rose（日语：プライム・ローズ）（膽原文烈[16]）

1984年
- 高帽子的梅莫兒（蜜雪兒）

1987年
- 城市獵人（千壽院）

1989年
- 美味大挑戰（栗田玉代）
- 大耳鼠（之比）
- （萬丸子）
- 比利犬商會（日语：ビリ犬なんでも商会）（大嬸）

1991年
- 麵包超人（梅子婆婆〈初代〉）

1992年
- 蠟筆小新（櫻子）
- 超時空保姆（阿銀）

1995年
- 新機動戰記鋼彈W（龍紫鈴）

1996年
- 奧運高手（田所婆婆）

1997年
- 哆啦A夢 (大山羨代版)（小夫的曾奶奶）

1999年
- 極道君漫遊記（日语：ゴクドーくん漫遊記）（占卜老婆婆）
- 週刊故事樂園（日语：週刊ストーリーランド）（謎之老婆婆（日语：謎の老婆））
- 名偵探柯南（宗田光江）

2001年
- 神鵰俠侶（孫婆婆）

2002年
- 東京喵喵（藍澤薄荷的奶奶）

2003年
- 灰姑娘男孩（日语：シンデレラボーイ）（桃樂絲·小津[17]）
- 高橋留美子劇場（筧裕司）
- 高橋留美子劇場 人魚之森（長老）

2005年
- 名偵探柯南（須藤昌代）

2006年
- 野昭如 戰爭童話集「燒過的點心樹（日语：焼跡の、お菓子の木）」（太一的奶奶）

2007年
- 我們這一家（阿龜婆婆）
- 風之少女艾蜜莉（湯姆阿姨）
- 帝托拉傳奇（老婆婆）
- 鬼面騎士 THE SKULL MAN（宇佐神明的母親）

2009年
- 名偵探柯南（山村美冴）

2012年
- 哆啦A夢 (水田山葵版)（奶奶〈越田光〉）
- 忍者哈特利Returns（哈特利甘藏[18]）

2013年
- 超速變形螺旋傑特（賣場婆婆）

2014年
- Happiness Charge 光之美少女！（三谷信子）
- 名偵探柯南（須田泉）

2016年

### 電影動畫
1962年
- 御伽的世界旅行（日语：おとぎの世界旅行）

1963年
- 汪汪忠臣藏（日语：わんわん忠臣蔵）（洛克[19]）

1965年
- 格列佛的宇宙旅行（日语：ガリバーの宇宙旅行）（諾拉犬馬克）

1966年
- 劇場版 森林大帝

1968年
- 太陽王子 霍爾斯的大冒險（波多姆[20]、村莊小孩弗雷普[20]）

1980年
- 小誠（日语：まことちゃん#アニメ映画）（蒙太）

1981年
- 神奇獨角馬（日语：ユニコ#映画第一作『ユニコ』）（惡魔君）

1982年
- 新·根性青蛙 根性·夢枕（五郎）
- 忍者哈特利：忍忍忍法繪日記之卷（哈特利甘藏）

1983年
- 忍者哈特利：忍忍故鄉與大作戰之卷（哈特利甘藏）

1984年
- 忍者哈特利+小超人帕門：超能力大戰（日语：忍者ハットリくん+パーマン 超能力ウォーズ）（哈特利甘藏）
- 冒險者們 甘巴與7隻夥伴（日语：ガンバの冒険）

1985年
- 銀河鐵道之夜（札內利）
- 忍者哈特利+小超人帕門：忍者怪獸吉波VS奇蹟蛋（日语：忍者ハットリくん+パーマン 忍者怪獣ジッポウVSミラクル卵）（哈特利甘藏）

1986年
- 超級瑪利歐兄弟 碧奇公主救出大作戰！（日语：スーパーマリオブラザーズ ピーチ姫救出大作戦!）（Miss Endless、球蓋姆）

1987年
- 全送給大家了（日语：みんなあげちゃう）（間宮千代）

1990年
- 大耳鼠：愛莉活動大寫真（之比）

1991年
- 甘巴海上歷險（日语：ガンバとカワウソの冒険）

1993年
- 河童三平（河太郎）

1998年
- 大盜五右衛門：拯救地球大作戰（日语：アニメがんばれゴエモン）（佐助）

### OVA
- 雨降小僧（日语：雨降り小僧）（1989年，雨降小僧）
- 大江戶捕物帳 鼠小僧（1989年，啾吉／鼠小僧）

### 網路動畫
- 亡念之扎姆德（2008年，天心大人[21]）

### 遊戲
- 大盜五右衛門 我成為舞者的理由（日语：がんばれゴエモン きらきら道中〜僕がダンサーになった理由〜）（1995年，佐助、辻斬喵子）
- 大盜五右衛門 桃山幕府之舞（日语：がんばれゴエモン〜ネオ桃山幕府のおどり〜）（1997年，佐助）
- 大盜五右衛門 道中除妖記（日语：がんばれゴエモン〜でろでろ道中 オバケてんこ盛り〜）（1998年，佐助）
- 喀喀喀的鬼太郎 異聞妖怪奇譚（日语：ゲゲゲの鬼太郎 異聞妖怪奇譚）（2003年，撒砂婆婆）
- 喀喀喀的鬼太郎 危機一髮！妖怪列島（日语：ゲゲゲの鬼太郎 危機一髪!妖怪列島）（2003年，撒砂婆婆）
- 喀喀喀的鬼太郎 逆襲！妖魔大血戰（日语：ゲゲゲの鬼太郎 逆襲!妖魔大血戦）（2003年，撒砂婆婆）

### 外語配音

#### 電影
- 少棒闖天下（英语：The Bad News Bears）（坦納·博伊爾〈克里斯·巴恩斯（英语：Chris Barnes (actor)）〉）※日本電視台版。
- 少棒闖天下2（英语：The Bad News Bears in Breaking Training）（坦納·博伊爾〈克里斯·巴恩斯〉）※日本電視台版。
- 靈異入侵（Friendly Chucky〈Edan Gross〉）
- 聖訴（Veronica修女〈Alice Drummond〉）
- 大法師3（Allerton護士〈Nancy Fish〉）※富士電視台版。
- 十三號星期五5（英语：Friday the 13th: A New Beginning）（Reggie〈Shavar Ross〉）※朝日電視台版。
- 君子協定
- 親愛的，我把孩子縮小了（英语：Honey, I Shrunk the Kids）（Nick 'Nicky' Szalinski〈Robert Oliveri〉）※影碟版。
- 勇闖魔鬼城（英语：If Looks Could Kill (film)）（Ilsa Grunt〈琳達·亨特〉）※VHS版。
- 衝鋒飛車隊續集（Jedediah Jr.〈Adam Cockburn〉）※富士電視台版[注 1]。
- 樓下亡魂（英语：The People Under the Stairs）（Fool〈Brandon Adams〉）
- 鬼哭神號（Tangina Barrons〈Zelda Rubinstein〉）※富士電視台版。
- 蓬門碧玉紅顏淚（英语：This Property Is Condemned）（Willie Starr〈Mary Badham〉）※日本電視台版[注 2]。
- 梅岡城故事（Scout〈Mary Badham〉）※朝日電視台版。

#### 電視影集
- 少棒闖天下 (電視影集版)（英语：The Bad News Bears (TV series)）（Reggie）
- 老公老婆不登對（英语：Dharma & Greg）（Marcie〈Helen Greenberg〉）
- 小淘氣（英语：Diff'rent Strokes）（Arnold Jackson〈加利·高文〉）
- 人人都愛雷蒙德（Marie Barone〈Doris Roberts〉）
- From a Bird's Eye View（英语：From a Bird's Eye View）（Maggie Ralston）
- 星際之門：SG-1（Travel議長）
- 萬能車（Jimmy Gibson）

#### 動畫
- 一個叫查理布朗的男孩（英语：A Boy named Charlie Brown）（Clara）
- 小孩大聯盟（Leona）
- 超人特攻隊（Hogenson夫人〈Jean Sincere〉）
- 金剛 (1966年、1967年電視動畫)（Susan[22]）
- 喬尼大冒險 (1964年版)（英语：Jonny Quest (TV series)）（Jonathan "Jonny" Quest〈蒂姆·馬特森〉）※TBS版。
- 辛普森一家（巴特·辛普森〈南希·卡特賴特〉、其他配角）
  - 辛普森一家大電影（巴特·辛普森）※DVD版。
- 封神榜（日语：ドラゴン水滸伝）（土龍小僧）
- 湯姆貓與傑利鼠系列（傑利）
  - 湯姆貓與傑利鼠：胡桃鉗（英语：Tom and Jerry: A Nutcracker Tale）
  - 湯姆貓與傑利鼠：重返奧茲王國（英语：Tom and Jerry: Back to Oz）
  - 湯姆貓與傑利鼠：火星之旅（英语：Tom and Jerry: Blast Off to Mars）
  - 湯姆貓與傑利鼠：羅賓漢和他的機靈鼠（英语：Tom and Jerry: Robin Hood and His Merry Mouse）
  - 湯姆貓與傑利鼠：海盜尋寶（英语：Tom and Jerry: Shiver Me Whiskers）
  - 湯姆貓與傑利鼠：飆風天王（英语：Tom and Jerry: The Fast and the Furry）
  - 湯姆貓與傑利鼠：迷失之龍（英语：Tom and Jerry: The Lost Dragon）
  - 湯姆貓與傑利鼠：魔戒（英语：Tom and Jerry: The Magic Ring）
  - 湯姆貓與傑利鼠：街頭歷險記
  - 湯姆貓與傑利鼠：間諜使命（英语：Tom and Jerry: Spy Quest）
  - 湯姆貓與傑利鼠：查理和巧克力工廠（英语：Tom and Jerry: Willy Wonka and the Chocolate Factory）
  - 湯姆貓與傑利鼠：綠野仙蹤（英语：Tom and Jerry and the Wizard of Oz）
  - 湯姆貓與傑利鼠：遇見福爾摩斯（英语：Tom and Jerry Meet Sherlock Holmes）
  - 湯姆貓與傑利鼠 (2014年版)
  - 湯姆傑利小故事
  - 湯姆貓與傑利鼠：巨人大冒險（英语：Tom and Jerry's Giant Adventure）
- 校園嬌娃（勒諾爾）
- 啄木鳥伍迪（啄木鳥伍迪）※DVD版。

### 特攝影集
- 快獸布斯卡（1966年，的聲音[注 3]）
- 加油!! 小露寶（1974年，小百露的聲音）

### 人偶劇
- 兒童布偶劇場（日语：こどもにんぎょう劇場）「火德大人」（火德）
- 吵雜森林的小頑固（日语：ざわざわ森のがんこちゃん）（小頑固的奶奶）
- （沼野三太）
- （的女兒、老婆婆）
- （〈第2代〉)

#### 與媽媽同樂
- Boo Foo Woo（日语：ブーフーウー）（〈1976年重拍攝版〉）

#### 皮套人偶劇
- （小貓咪）

### 音樂CD
- （電影動畫《飛空幽靈船（日语：空飛ぶゆうれい船）》劇中插入歌，與瀧口順平共同歌唱）
- NHK和媽媽一起40年來的300首歌曲
- 新Q太郎（《新Q太郎》主題歌）
- 廣播劇CD真假茱莉葉（三浦光子）
- （「嚕嚕米」ED「20 」所收）
- 忍者哈特利（日语：忍者ハットリくん (堀絢子の曲)）
- 忍者哈特利 全曲集
- 歌曲書

### 其它
- NHK教育 
- 富士電視台 （節目吉祥物的聲音）
- 一人芝居『小朝』
- 電視節目「INsideOUT（日语：INsideOUT）」（2011年8月16日，BS11）上談一人芝居的心路歷程
- 哆啦A夢&大耳鼠 惠理大人 愛的禮物大作戰（之比）
- 水木茂記念館（日语：水木しげるロード）（鬼婆婆的聲音）※館內入館指南的聲音
- 快進擊TV！歌唱衛門（日语：快進撃TVうたえモン）
- 笑一笑又何妨！
- Mister Donut『柔彈蒙布朗』（巴特·辛普森的聲音）
- 東京REMIX族（日语：東京REMIX族）（旁白）
- Popy（日语：ポピー (玩具メーカー)）「珍寶大膠 金剛大魔神」廣告（男孩子的聲音）
- 夕月蒲鉾廣告（動畫角色的聲音）
- FEATHER安全剃刀公司（日语：フェザー安全剃刀）廣告（最後「～」的部分）

## 腳註

## 外部連結
- 堀絢子｜Production BAOBAB （页面存档备份，存于） （日語）
- （日語）—堀絢子的官方網誌。
- —No.20（1984年1月1日發行。來自漫畫家畑田國男（日语：畑田国男）日記）（日語）